# Giannina Kabregu Bernasconi
Giannina Kabregu Bernasconi (Montevideo, 24 de setiembre de 1942) es artista plástica y ceramista uruguaya. Reside en Montevideo.

## Primeros años y formación
Giannina Kabregu Bernasconi (nacida Juanita María del Lujan Kabregu Bernasconi) nace en Montevideo en 1942. Desde niña tiene inclinación por el arte. Con su madre Nerina Bernasconi Guggeri, artista, pintora y ceramista, se dedica durante varios años a la cerámica artística en el taller que funcionaba en su propia residencia; con su padre, artista pintor de renombre, maestro Enzo Domestico Kabregu, adquiere conocimientos de pintura. 
En el centro de Montevideo, sus padres fueron los fundadores y animadores del Centro Plástico Athenea y del Taller Escuela de Cerámica Artística, espacios abiertos para el encuentro de artistas y alumnos de las más variadas inclinaciones. Desde niña se forma inconscientemente dentro de este mundo tan fuerte y profundo, donde todo era uno, donde se vibraba con la misma energía. No había horarios en el Taller: Giannina y su madre Nerina, aparte de tener una gran cantidad de alumnos, trabajaban incansablemente.

## Exposiciones, viajes y formación permanente
Presenta sus obras en cerámica y pintura en varias exposiciones, en su taller con su madre y los alumnos del Centro y del Taller, en diferentes salones de Montevideo, en el interior y en el exterior del país.
En el año 1960 viaja a Europa con sus padres (Enzo Domestico Kabregu es invitado como artista destacado en misión oficial cultural y Nerina Bernasconi Guggeri colabora como cronista con varios periódicos uruguayos); allá tiene la posibilidad de visitar museos y exposiciones.
A su regreso concurre al Círculo de Bellas Artes de Montevideo, donde toma clases de pintura y de historia del arte.

## Los años noventa y 2000
A partir del año 1995 empieza una fecunda colaboración con el grupo de artistas Ir-Mano Artistas Latinoamericanos, que es un colectivo de artistas que tiene su sede principal en Porto Alegre (RGS, Br). Junto con el grupo Ir-Mano y con Mónica Kabregu expone en muestras colectivas a lo largo de todo Suramérica destacándose:
- 2000 – II Panche Be, Mitos y leyendas de América Latina en el MASM, Museo de Arte, Santa María, RGS (BR);
- En el mes de julio de 2002 viaja a España como artista latinoamericana invitada a la 7ª Bienal de pintura Balconadas en la ciudad de Betanzos, Galicia (ES).
- En agosto del mismo año recibe una beca de trabajo en los talleres del Centro de la Fundación CIEC Centro Internacional de la Estampa Contemporánea, por el Ayuntamiento de Galicia: participa en el curso de litografía dictado por el profesor Omar Kessel, con el aval académico de la Universidad de La Coruña.
- 2004 - Paletas y Pinceles Uruguayos, Montevideo y Punta del Este (ROU);
- 2004 - 8ª Bienal Latinoamericana de Cerámica Artística y Artesanal CONDORHUASI, Instituto de Ceramología, Concordia, Entre Ríos (ARG): la Bienal consiste en cursos, conferencias, proyecciones, prácticas programadas, talleres de escultura y construcción de hornos a leña; exposición y estudio de campo.
- Realiza el mural de entrada del taller Templo das Artes das America, Porto Alegre, RGS (BR).GKB entrada templo das artes das America _Porto Alegre, RGS Brasil.

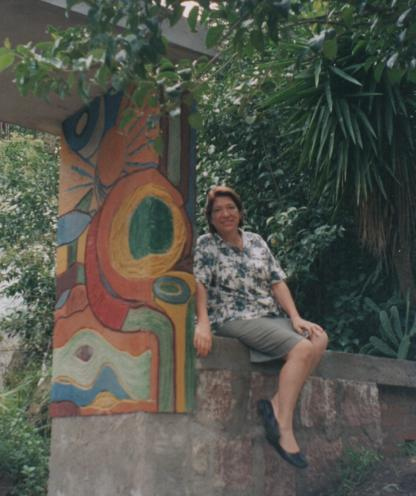
GKB entrada templo das artes das America _Porto Alegre, RGS Brasil.

- A partir del año 2009, tres de las obras de Giannina Kabregu están insertadas en el banco de imágenes AGADU Artistas Visuales, una galería de arte virtual uruguaya integrada por muchos artistas plásticos.
- 2009 – Es invitada por la Intendencia de Maldonado para conocer todo el departamento y así realizar la muestra Raíces, turismo por la cultura, en ocasión de la hermandad entre Gramado (BR) y Maldonado (ROU).GKB Unión 2009 acrílico sobre cartón

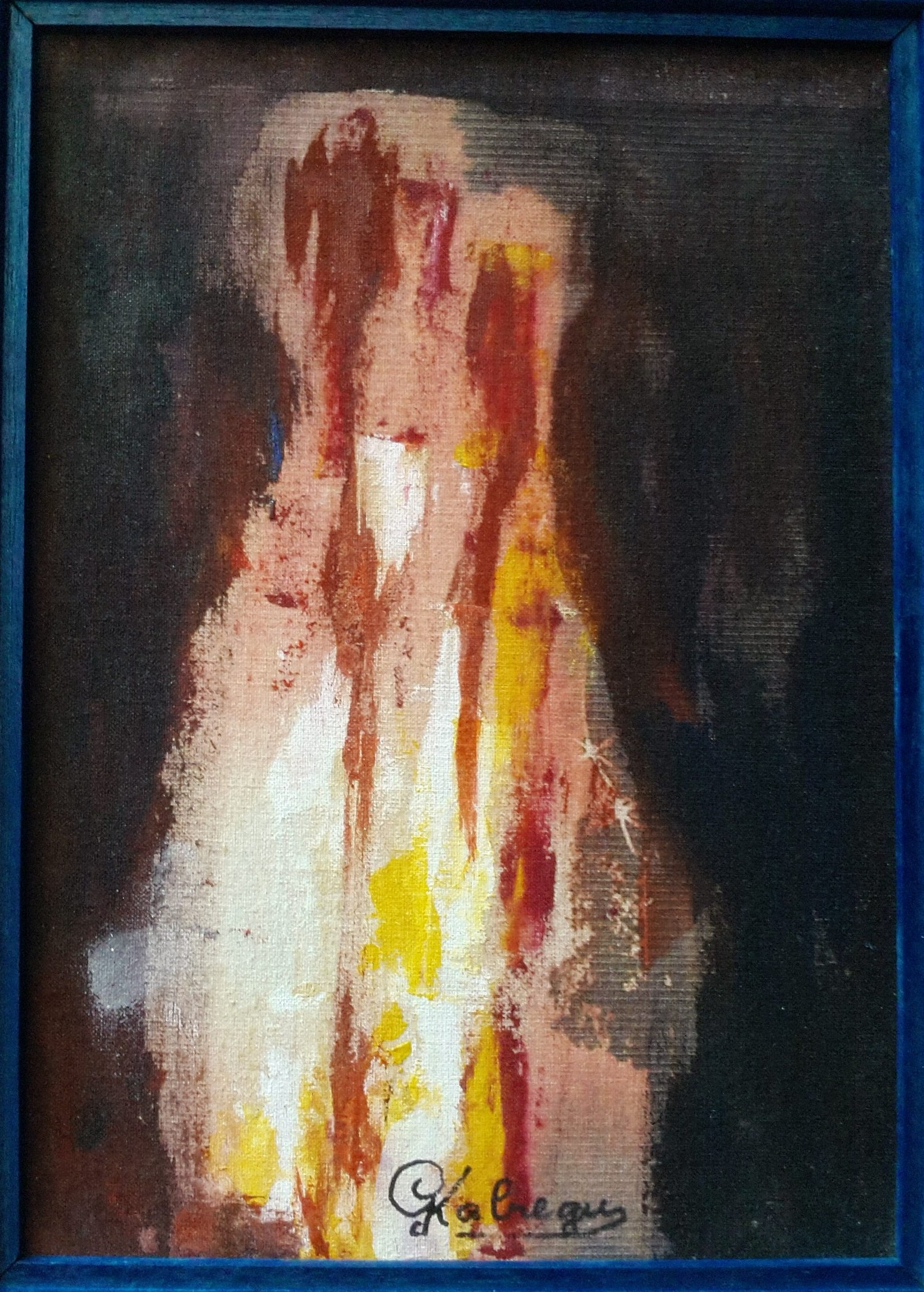
GKB Unión 2009 acrílico sobre cartón

- 2010 – Trascender al encantamiento, con el colectivo Ir-Mano, en la Liga de Fomento de Punta del Este, Maldonado (ROU).
- 2010 - Concurso nacional de artes visuales, Montevideo (ROU).

## Recriando o Planeta
En 2007 es convocada, junto con otros varios artistas, para el proyecto itinerante de pintura Recriando O Planeta. Se trata, como podemos leer en su propia presentación, de un movimiento itinerante de arte para la cura de la Tierra. Los artistas participantes se reúnen con una única intención: hacer del arte un instrumento para alcanzar el equilibrio y la cura. En las exposiciones, cada artista es consciente del poder transformador de su obra. De ahí que, en el momento de la creación, el artista magnetiza la tela con sus trazos, con sus luces, sombras y emociones. La obra, cuando es expuesta, se vuelve un espejo que refleja toda esta energía positiva, creando una gran ola de armonía con el fin de recrear el planeta. En los años el movimiento recorre varias ciudades y varios países de Suramérica, tales como Brasil, Uruguay, Argentina, Ecuador, manteniéndose fiel a su característica itinerante a nivel global.
A partir de 2010, Recriando O Planeta sigue las guías expresadas en el cuarto manifiesto Curarte de Mónica Kabregu.
En 2014 se expuso Recriando o Planeta en Quito (Ecuador) y en Montevideo (ROU): el 4 de noviembre se inauguró una exposición Recriando O Planeta en el salón de exposiciones Pedro Figari del MRREE Ministerio de Relaciones Exteriores, Montevideo (ROU).

## El legado de Kabregu
Su labor principal, en el correr de los años, ha sido él de mantener y difundir la memoria de la obra artística y docente, del legado cultural y de los orígenes italianos de su padre, el maestro pintor Enzo Domestico Kabregu. En las últimas décadas tuvo su formación como profesional de museos, curadora y organizadora de exposiciones y charlas, entre las cuales:
- 2000 - Enzo Domestico Kabregu, pintor italo uruguayo, La Spezia, Montevideo (ROU);
- 2001 - Muestra homenaje a Enzo Domestico Kabregu, Museo del Gaucho y de la Moneda, Montevideo (ROU), con la colaboración del Banco de la República; la muestra permaneció abierta al público varias semanas, con récord de visitantes y en paralelo con un programa de charlas, clases, encuentros de alumnos del maestro Kabregu.    Junto a las obras de su maestro, expusieron: Julio Arce, Fernando Assuncáo, Nerina Bernasconi, Raquel Carvallido, Daniel Cardoso, Esther E.de Páez, Santos Ferreira, Hector A.Guerra, Mónica Kabregu, Mónica Mascolo, Albertina Morelli, Adela Neffa, Enrique Picardi, Beatriz Puig, Alfonso Scaldaferro, Dina Vicente y Diana Zenga.
- 2008 - ED.Kabregu (1906-1971) Exposición Homenaje, Instituto Italiano de Cultura, Montevideo (ROU).

Desde el inicio de los años 2000, se da en comodato a la municipalidad de Lungro (prov. Cosenza, ITA), la propiedad que era del maestro Kabregu y de su familia para que allí se constituya el Centro Polivalente de cultura albanesa y museo para el pintor y su obra.

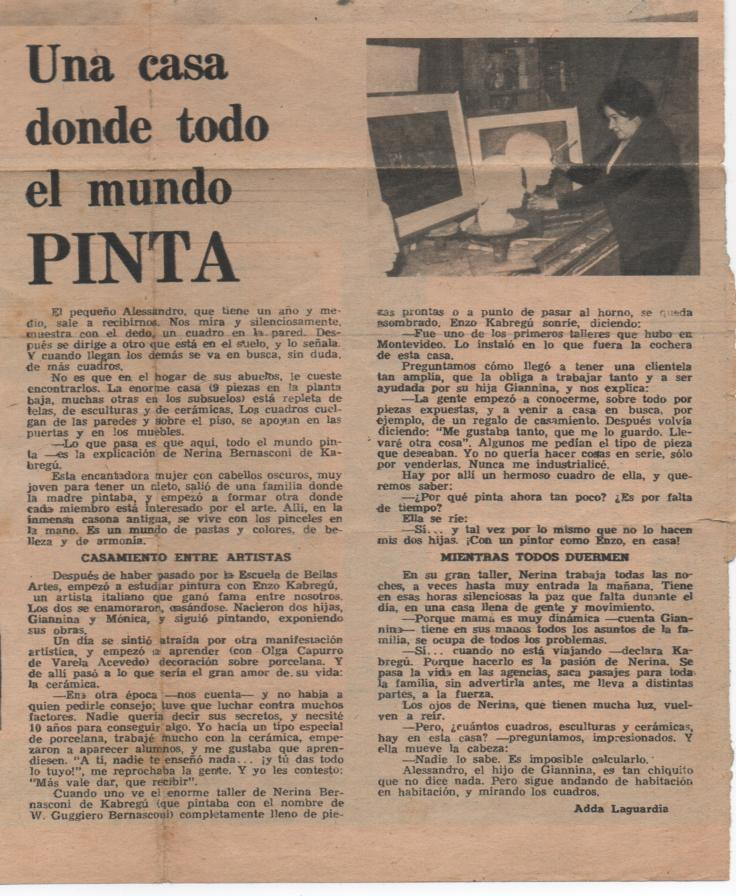
NBG Una casa donde todo el mundo pinta